# Medasina firmilinea
Medasina firmilinea là một loài bướm đêm trong họ Geometridae.